# Rosciano
Rosciano és un municipi italià, dins de la província de Pescara. L'any 2007 tenia 3.423 habitants. El municipi comprèn la fracció de Villa Badessa/Badhesa, on hi viu una comunitat arbëreshë. Limita amb els municipis de Alanno, Cepagatti, Chieti (CH), Manoppello, Nocciano i Pianella.

## Administració
| Període | Identitat          | Partit      |
| ------- | ------------------ | ----------- |
| 2006-   | Alberto Secamiglio | Centredreta |